# Jože Pogačnik
Pour les articles homonymes, voir Pogačnik.
Jože Pogačnik, né le 22 avril 1932 à Maribor et mort le 16 février 2016 à Ljubljana, est un réalisateur yougoslave puis slovène.

## Filmographie sélective
- Derby (1965)[1]
- Grajski biki (1967)
- Kavarna Astoria (1989)